# بمباردیه سی‌آرجی

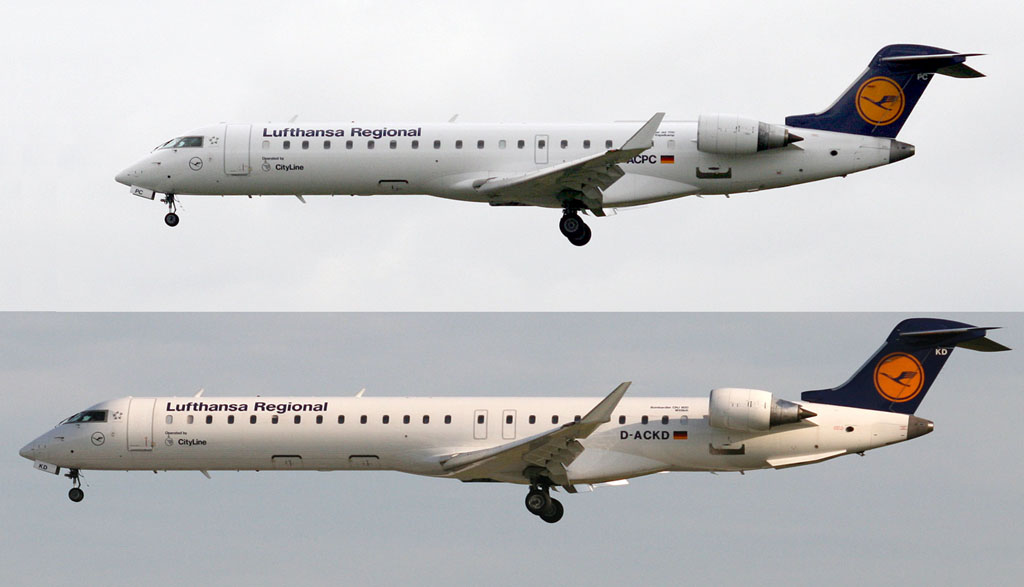
سی‌آرجی۷۰۰(بالا) و کشیده سی‌آرجی۹۰۰(پایین)

بمباردیه سی‌آرجی (به انگلیسی: Bombardier CRJ)   یک خانواده از جت‌های منطقه‌ای تولید شده توسط شرکت بمباردیه ایروسپیس است. شرکت بمباردیه مدعی است که این خانواده از هواپیماهایش موفق‌ترین جت‌های منطقه‌ای در جهان است.  تا اکتبر ۲۰۱۸، ۱۸۰۰ فروند از انواع مختلف سی‌آرجی تحویل شرکت‌های هواپیمایی شده است. 

## مدل‌ها
این خانواده هواپیما شامل مدل‌های زیر است: 
- بمباردیه سی‌آرجی ۱۰۰/۲۰۰ - با حداکثر ۵۰ صندلی مسافر
- در تاریخ ۶ فوریه ۲۰۱۹، شرکت بمباردیه، خط تولید سی‌آرجی۵۵۰ را بر اساس سی‌آرجی۷۰۰ با ۵۰ صندلی در سه نوع راه‌اندازی کرد. [۲] یونایتد ایرلاینز سفارش‌دهنده این نوع هواپیما بود. در این سفارش ۵۰ فروند هواپیما نام‌برده شده است که شامل بخش‌های فرست‌کلاس، اقتصادی‌پلاس و اقتصادی است و قرار است در سال ۲۰۱۹ تحویل داده شود.[۳]
- بمباردیه سی‌آرجی ۷۰۰/۹۰۰، که با نام CRJ700 به فروش می‌رسد و حداکثر ۷۸ صندلی مسافر دارد.
- مدل سی‌ال-۶۰۰-2D15، با نام CRJ705 به بازار عرضه می‌شود  و حداکثر ۷۵ صندلی مسافر دارد.
- مدل سی‌ال-۶۰۰-2D24، با نام CRJ900 به فروش می‌رسد و حداکثر تا ۹۰ صندلی مسافر دارد.
- سی‌ال۶۰۰-2E25، با نام CRJ1000 به فروش می‌رسد و حداکثر ۱۰۴ صندلی مسافر دارد.

## نکات
در کانادا به این هواپیما جت منطقه‌ای (Jet Regional) هم گفته می‌شود.